# نسلیهان آتاگول
نسلیهان آتاگول (به ترکی استانبولی: Neslihan Atagül) (زادهٔ ۲۰ اوت ۱۹۹۲) بازیگر اهل ترکیه است. او با بازی در فیلم سینمایی عشق اول (۲۰۰۶) به شهرت رسید. او اولین بازیگری خود را در مجموعه تلویزیونی برگ‌ریزان (۱۰–۲۰۰۶) در نقش دنیز و بعداً در فیلم برزخ (۲۰۱۱) بازی کرد. در همان سال او در مجموعه تلویزیونی پدر عزیزم (۲۰۱۱) ظاهر شد. آتاگول برای بازی در فیلم‌های فاتح حربیه (۲۰۱۳–۲۰۱۴) و عشق سیاه (۲۰۱۵–۲۰۱۷) مورد توجه بین‌المللی قرار گرفت. او مورد تحسین منتقدان قرار گرفت و موفق به کسب افتخارات زیادی شد. وی به دور از بازیگری، سهام‌دار یک شرکت حمل‌و‌نقل دریایی است که آن شرکت توسط یک خانواده ایرانی کنترل می‌شود.

## زندگی شخصی
نسلیهان آتاگول در تاریخ ۲۰ اوت ۱۹۹۲ در استانبول متولد شد. پدرش راننده و مادرش یک زن خانه‌دار بود. پدرش از چرکس قفقاز و مادرش بلاروسی تبار است.
نسلیهان در اکتبر ۲۰۱۳ در سریال فاتیح هاربیه با کادیر دوغلو آشنا شد . آنها در ۲۵ نوامبر ۲۰۱۵ نامزد شدند و در ژوئیه ۲۰۱۶ ازدواج کردند.

## زندگی حرفه‌ای
در سال ۲۰۰۵، او ۲ ماه پس از ثبت‌نام در آژانس اربرک در یک فیلم تبلیغاتی بازی کرد. وی در گروه تئاتر دانشگاه یدی‌تپه تحصیل می‌کرد.
نسلیهان آتاگول دوغلو برای اولین بار در سال ۲۰۰۶ با بازی در نقش شخصیت دنیز در برگ‌ریزان وارد حرفه بازیگری خود شد. وی همچنین در فیلم عشق اول در سال ۲۰۰۶ بازی کرد و با این فیلم جایزه "بازیگر جوان امیدوارکننده" را در جشنواره بین‌المللی فیلم آدانا دریافت کرد. "زندگی ادامه دارد" پخش شده از ATV را در تاریخ ۱۸ نوامبر ۲۰۱۱ آغاز کرد، اولین سری از کارهایی که ماهسون قرمزی‌گل فیلم‌نامه‌نویس و کارگردان آن بود، با بازیگرانی چون نسلیهان آتاگول، فکرت کوشکان و مندرس سامانجلار بازی کرد. در این فیلم که داستان دو جوانی را نشان می‌دهد که در یک استراحت که اتوبوس‌ها در سال ۲۰۱۲ متوقف شده‌اند مشغول کار هستند، به نقش زهرا جان بخشید. بعد از فیلم برزخ، در سال ۲۰۱۳، آتاگول در سریال تلویزیونی فاتح حربیه به کارگردانی صدالله جلن و به همراه کادیر دوغلو، با اقتباس از رمان پیامی صفا با همین نام بازی کرد.
در سال ۲۰۱۵، او نقش‌های اصلی را با اکین کوچ در فیلم سینمایی آنچه از تو برایم ماند به نویسندگی لونت کازاک و به کارگردانی عبدالله اوز به نمایش گذاشت. عشق سیاه با بازی بوراک اوزچویت و آتاگول که به کارگردانی هیلال سرال در اکتبر ۲۰۱۵ در استار تی‌وی پخش شد از دیگر سریال‌هایی است که او در آن بازی کرده‌است، زرین تکیندر و کان اورگانجی‌اغلو همچنین در این سریال به ایفای نقش پرداختند. در سال ۲۰۱۶، وی چهره تبلیغاتی برند پانتین شد. در سپتامبر همان سال، وی همچنین در یکی دیگر از تبلیغات تجاری با همین برند ظاهر شد. این بازرگانی با صحنه‌های اکشن در مادرید عکس‌برداری شد. او نقش شخصیت ناره را در مجموعه تلویزیونی دختر سفیر، که از ۱۷ دسامبر ۲۰۱۹ شروع به پخش از استار تی‌وی کرد، ایفا کرد. بعد از سی و پنجمین قسمت آن که در ۱۱ ژانویه ۲۰۲۱ منتشر شد، سریال را به دلیل مشکلات سلامتی سندرم روده نشت‌کننده ترک کرد.

## فیلم‌شناسی
| سینما      | سینما                 | سینما          | سینما           | سینما |
| سال        | فیلم                  | شخصیت          | یادداشت         |       |
| ---------- | --------------------- | -------------- | --------------- | ----- |
| ۲۰۰۶       | عشق اول               | گنچ بهار       |                 |       |
| ۲۰۱۱       | برزخ                  | زهرا           |                 |       |
| ۲۰۱۵       | آنچه از تو برایم ماند | الیف           | بازیگر نقش اصلی |       |
| ۲۰۲۰       | آرما ۲                |                |                 |       |
| ۲۰۲۳       | آه بلیندا             | دلارا          | بازیگر نقش اصلی |       |
| تلویزیون   |                       |                |                 |       |
| سال        | سریال                 | شخصیت          | یادداشت         |       |
| ۲۰۱۰–۲۰۰۶  | برگ‌ریزان              | دنیز           |                 |       |
| ۲۰۱۱       | پدر عزیزم             | پینار          |                 |       |
| ۲۰۱۱–۲۰۱۲  | زندگی ادامه دارد      | شیرین باکرجه   |                 |       |
| ۲۰۱۳–۲۰۱۴  | فاتح حربیه            | نریمان سولماز  | بازیگر نقش اصلی |       |
| ۲۰۱۵–۲۰۱۷  | عشق سیاه              | نیهان سزین     | بازیگر نقش اصلی |       |
| ۲۰۱۹–۲۰۲۱  | دختر سفیر             | ناره چلبی      | بازیگر نقش اصلی |       |
| ۲۰۲۲_ .... | در امتداد شب          | ماجده          | بازیگر نقش اصلی |       |
| اینترنت    |                       |                |                 |       |
| سال        | سریال                 | شخصیت          | یادداشت         |       |
| ۲۰۱۸       | عمق                   | بیلگه کورال    | بازیگر نقش اصلی |       |
|            |                       |                |                 |       |
| تبلیغات    |                       |                |                 |       |
| سال        | نام تجاری             | نقش            |                 |       |
| ۲۰۰۵       | توفیتا                | خودش           |                 |       |
| ۲۰۰۵       | سوتاش                 | خودش           |                 |       |
| ۲۰۱۶–۲۰۱۹  | پانتین                | سفیر نام تجاری |                 |       |
| ۲۰۱۷–۲۰۱۹  | پوما                  | سفیر نام تجاری |                 |       |
| ۲۰۱۸–۲۰۲۰  | پلاروید               | سفیر نام تجاری |                 |       |
| ۲۰۱۸       | بولگاری               | خودش           |                 |       |
| ۲۰۲۰       | پمبه توپ ساهادا       | خودش           |                 |       |

## جوایز و نامزدها
| سال  | مراسم اهدای جوایز                                                                   | دسته                                                | پروژه     | نتیجه    |
| ---- | ----------------------------------------------------------------------------------- | --------------------------------------------------- | --------- | -------- |
| ۲۰۰۷ | ۱۴مین جشنواره فیلم پیله طلایی                                                       | بازیگر جوان امید زن                                 | عشق اول   | برنده    |
| ۲۰۱۲ | جشنواره فیلم ۲مارو مسکو                                                             | بهترین بازیگر حال و آینده                           | برزخ      | برنده    |
| ۲۰۱۲ | ۱۹مین جشنواره فیلم پیله طلایی                                                       | بازیگر جوان امید زن                                 | برزخ      | برنده    |
| ۲۰۱۲ | ۲۵مین جشنواره بین‌المللی فیلم توکیو                                                  | بهترین بازیگر زن                                    | برزخ      | برنده    |
| ۲۰۱۲ | جشنواره بین‌المللی فیلم پونه                                                         | بهترین عملکرد                                       | برزخ      | برنده    |
| ۲۰۱۲ | ۴۵مین جوایز انجمن نویسندگان سینما                                                   | بهترین بازیگر زن                                    | برزخ      | برنده    |
| ۲۰۱۳ | ۱۶مین جشنواره بین‌المللی فیلم زنان پرواز                                             | جادوگر جوان                                         | برزخ      | برنده    |
| ۲۰۱۶ | ۱۶مین Magazinci.com رسانه اینترنتی (بهترین)                                         | بازیگر زن سال                                       | عشق سیاه  | برنده    |
| ۲۰۱۶ | جوایز روزنامه آیاکلی                                                                | بهترین بازیگر زن                                    | عشق سیاه  | برنده    |
| ۲۰۱۶ | ۷مین جوایز رسانه ای KTÜ                                                             | بازیگر برتر زن                                      | عشق سیاه  | نامزدشده |
| ۲۰۱۶ | ۵مین جوایز رسانه ای دانشگاه اگه                                                     | بهترین بازیگر زن                                    | عشق سیاه  | نامزدشده |
| ۲۰۱۶ | ۲۲مین جوایز هدف طلایی                                                               | بهترین بازیگر زن درام                               | عشق سیاه  | برنده    |
| ۲۰۱۶ | ۶مین جوایز تلویزیونی روزنامه آیاکلی                                                 | بهترین بازیگر زن سریال درام                         | عشق سیاه  | نامزدشده |
| ۲۰۱۶ | ۱۱مین جوایز بین‌المللی درام سئول                                                     | بهترین بازیگر زن                                    | عشق سیاه  | نامزدشده |
| ۲۰۱۶ | ۴۳مین جوایز پروانه طلایی                                                            | بهترین بازیگر زن                                    | عشق سیاه  | نامزدشده |
| ۲۰۱۶ | ۴۳مین جوایز پروانه طلایی                                                            | بهترین زوج سریالی (نیهان و کمال)                    | عشق سیاه  | نامزدشده |
| ۲۰۱۷ | ۵مین جوایز تلویزیونی بیلکنت                                                         | بهترین بازیگر زن درام                               | عشق سیاه  | نامزدشده |
| ۲۰۱۷ | ۱مین جوایز موزیکونیر                                                                | بهترین بازیگر زن سریال                              | عشق سیاه  | برنده    |
| ۲۰۱۷ | ۱مین جوایز کودک ترکیه                                                               | بهترین بازیگر زن سریال                              | عشق سیاه  | نامزدشده |
| ۲۰۲۰ | سومین جشنواره بین‌المللی فیلم ازمیر جوایز طلایی آرتمیس                               | بهترین بازیگر زن                                    | دختر سفیر | برنده    |
| ۲۰۲۰ | مراسم اهدای جایزه سه-سام برای کسانی که سینمای ترکیه را از گذشته به آینده حمل می‌کنند | نامی که سینمای ترکیه را از گذشته به آینده حمل می‌کند |           | برنده    |
| ۲۰۲۰ | اولین جوایز سینماپورت                                                               | بهترین بازیگر زن سریال                              | دختر سفیر | برنده    |
| 2021 | diafa dubai                                                                         | بهترین بازیگر زن بین المللی سال                     |           | برنده    |